# William Chetwynd (3e vicomte Chetwynd)
William Richard Chetwynd, 3e vicomte, Chetwynd (1684 - 3 avril 1770) est un homme politique britannique qui siège à la Chambre des communes de 1715 à 1770.

## Jeunesse
Il est le plus jeune fils de John Chetwynd (1643–1702) et le frère cadet de Walter Chetwynd (1er vicomte Chetwynd) et John Chetwynd (2e vicomte Chetwynd). Il fait ses études à la Westminster School (1698–1702) et à la Christ Church, Oxford. En 1706, il devient secrétaire de son frère aîné John lors de sa nomination en tant qu'envoyé britannique en Savoie à Turin. En 1708, il devient résident britannique à Gênes, d'où il est rappelé en 1712. Il épouse Honora Baker, fille de William Baker, consul à Alger en 1715.

## Carrière politique

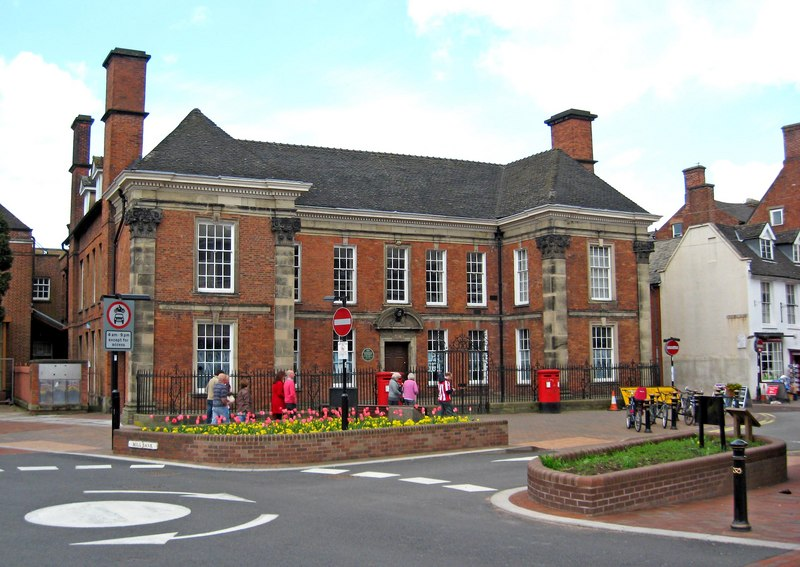
Chetwynd House

Il est élu sans opposition avec son frère Walter en tant que député de Stafford aux élections générales de 1715 et est nommé à la charge de Lord junior de l'Amirauté en 1717. Les deux frères sont battus lors d'une élection à Stafford en 1722, mais il se présente également à Plymouth, siège tenu par l'Amirauté, et y est élu en 1722. Après avoir voté avec son ami le vicomte Bolingbroke, il perd son poste à l'amirauté en 1727 et ne s'est pas représenté à Plymouth lors des Élections générales britanniques de 1727. Il est élu député de Stafford en 1734 à la place de son frère Walter et est réélu sans opposition en 1741. En 1743, il est légèrement blessé lors d'un duel au Parlement avec Horatio Walpole. Il est nommé maître de la Monnaie en 1744 et occupe ce poste jusqu'en 1769. En 1745, il est nommé sous-secrétaire d'État, poste qu'il occupe jusqu'en 1748. Il est réélu à Stafford lors des Élections générales britanniques de 1747. Il est réélu pour Stafford aux élections générales de 1754, 1761 et après avoir hérité de la pairie irlandaise de son frère sous un reliquat spécial en 1767, aux Élections générales britanniques de 1768.

## La mort et l'héritage
Chetwynd décède le 3 avril 1770 à l'âge de 86 ans. Il a deux fils et quatre filles, mais déshérite son fils survivant, William, qui devient le 4e vicomte.
Il construit et a vécu à Chetwynd House à Stafford, aujourd'hui le bureau de poste de Stafford.